# Physiographiska Sälskapets Handlingar
Physiographiska Sälskapets Handlingar (abreviado Physiogr. Salsk. Handl.) fue una revista ilustrada con descripciones botánicas que fue editada en Estocolmo. Se publicó desde 1776 hasta 1786.